# Ryan Braun (baseball, 1980)
Pour le voltigeur de baseball du même nom, voir Ryan Braun.
Ryan Zachary Braun (né le 29 juillet 1980 à Kitchener, Ontario, Canada) est un lanceur droitier de baseball qui joue en Ligue majeure en 2006 et 2007 pour les Royals de Kansas City.

## Carrière
Natif de l'Ontario, Ryan Braun passe son enfance en Californie. Après des études secondaires à la Edison High School de Fresno (Californie), il suit des études supérieures à l'université du Nevada à Las Vegas et à l'université de Wake Forest. Braun est repêché le 3 juin 2003 par les Royals de Kansas City. Il passe trois saisons en Ligues mineures avant d'effectuer ses débuts en Ligue majeure le 2 septembre 2006 pour Kansas City. 
En 35 sorties et 50 manches lancées comme releveur en 2006 et 2007 pour les Royals, Braun remporte deux victoires contre une défaite et affiche une moyenne de points mérités de 6,66 avec 30 retraits sur des prises et 25 buts-sur-balles accordés à l'adversaire.
Cantonné à la Triple-A en 2008, il rejoint les White Sox de Chicago via un contrat de Ligues mineures le 23 décembre 2008. Braun ne fait aucune apparition en Ligue majeure après 2007 et joue dans les ligues mineures pour des clubs affiliés aux White Sox en 2009 et 2010.